# Dzjarzsinszk

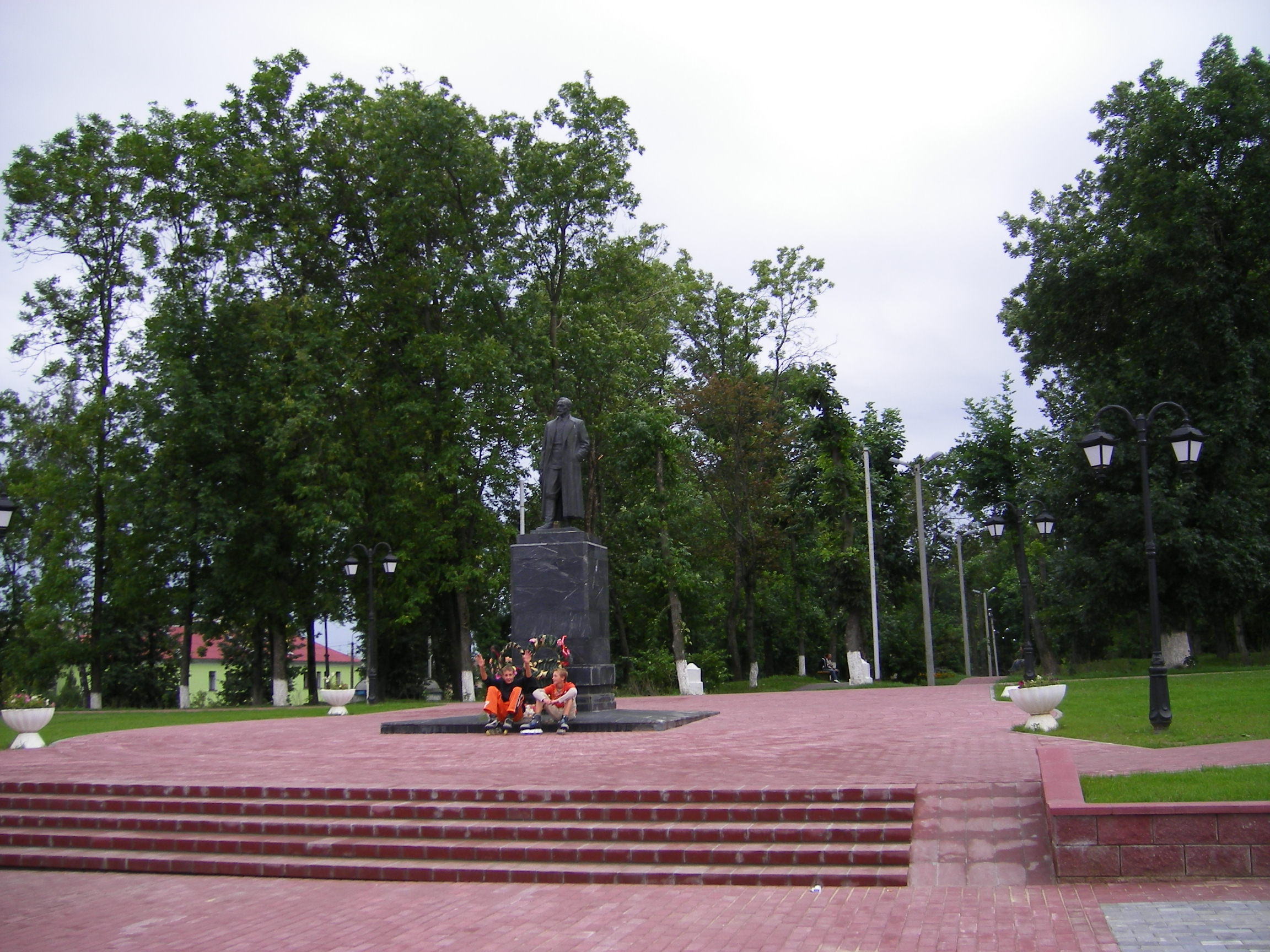
Feliksz Dzerzsinszkij szobra a főtéren

Dzjarzsinszk (Дзяржынск, oroszul Дзержинск, lengyelül Dzierżyńsk) város Fehéroroszország Minszki területén, a Dzjarzsinszki járás székhelye. Nem hivatalos elnevezése Kojdanav (Койданаў). Minszktől 36 km-re délnyugatra, a Minszki-hátság dombvidékén fekszik, közelében emelkedik az ország legmagasabb pontja, a Dzjarzsinszkaja (345 m). 2006-ban becsült népessége 24,6 ezer fő volt . 

## Történelem
Dzerzsinszk eredetileg a Kojdanov (lengyelül Kojdanów) nevet viselte (mely egy tatár kán, Kojdan nevéből származtatható). Középkori eredetű település (első írásos említése Krutogorje néven 1146-ból származik). 1550-től 1831-ig a Radziwiłł-család hűbérbirtoka volt. 1793-ban csatolták Oroszországhoz. 1812. november 3-án az oroszok legyőzték a napóleoni sereget a kojdanovói csatában. 1871-ben a települést elérte a vasút. 1920-1939 között a BSZSZK nyugati határvárosa volt (a határállomás a közeli Nyegoreloje volt). 1924-1937 között, majd 1939-től járási székhely. 1932. május 15-én várossá nyilvánították és az akkor létrehozott Dzerzsinszkij Lengyel Autonóm Körzet (Dzierzynszczyzna) székhelyévé nyilvánították, mely 1938-ig létezett. Nevét Feliksz Edmundovics Dzerzsinszkij lengyel származású forradalmárról és szovjet politikusról kapta 1932 júliusában, aki a város közelében született. Az autonóm körzet lengyel lakosai szembeszegültek a mezőgazdaság kollektivizálásával, ezért 1938-ban megszüntették a körzetet és számos lakost deportáltak Szibériába és Kazahsztánba. A város 1941. június 26. – 1944. július 7. között német megszállás alatt volt. 1945-1956 között a deportált lengyelek egy része visszatért a városba és környékére. 1970-ben 10,7 ezer lakosa volt. 1994 előtt voltak törekvések a város átnevezésére, de Dzerzsinszkij hivatalos megítélése Fehéroroszországban napjainkban is pozitív, így a nevét viselő utcák és Dzjarzsinszk neve is megmaradt. 

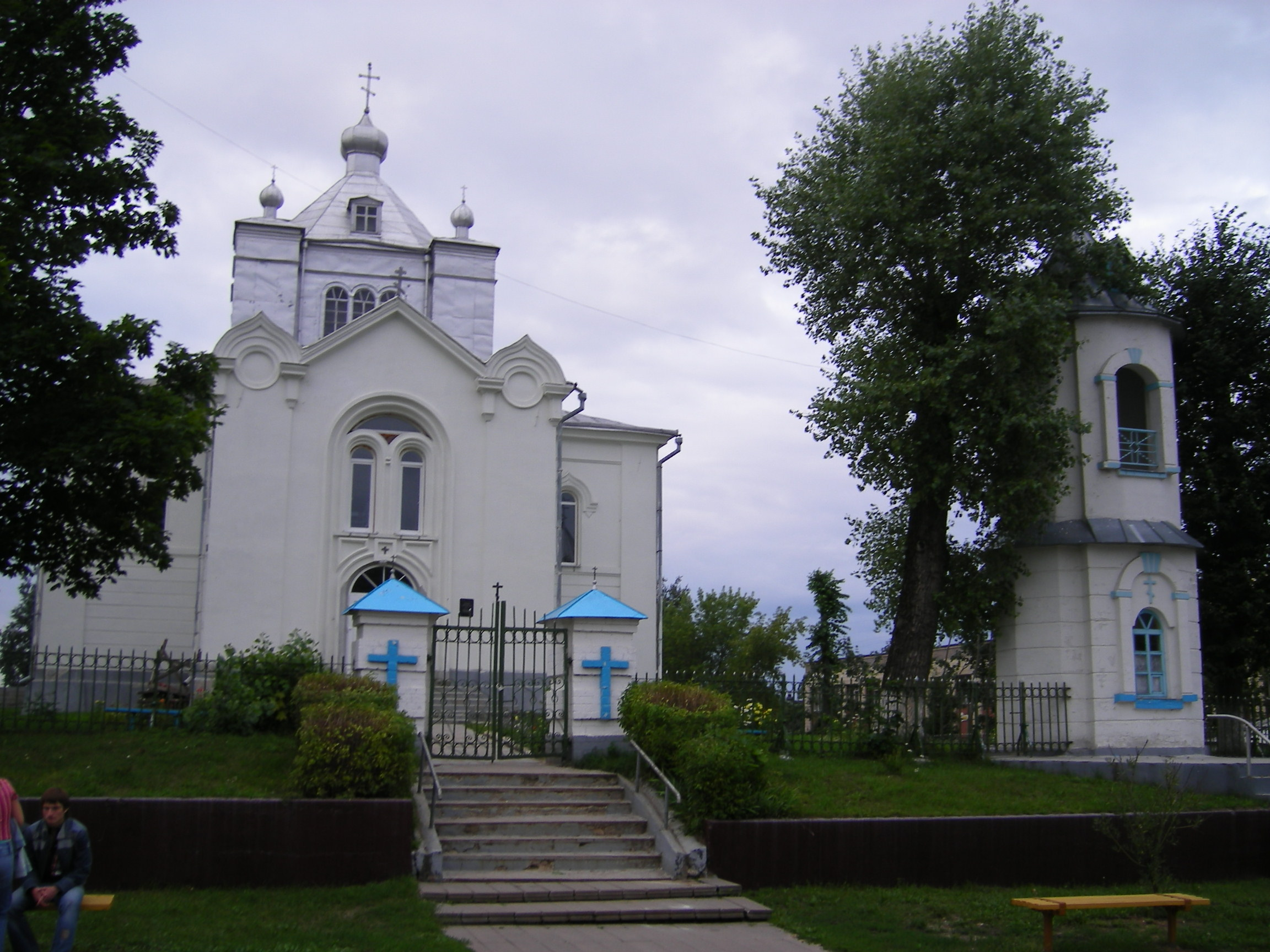
A Pokrovszkaja-templom

## Gazdaság
A város legnagyobb üzeme az Eliz textilgyár, fontos gazdasági ágazata a gépipar (motorjavító üzemek, mezőgazdasági gépgyártás), de lenfeldolgozó ipara és élelmiszeripara (tejfeldolgozás) is van. A közelben kitermelt tőzegből brikett-téglákat gyártanak.
Dzjarzsinszk közelében halad a Minszket Breszttel összekötő M1-es autópálya, valamint a vele párhuzamos vasútvonal, mely gyors összeköttetést teremt a fővárossal. A város a tágabb értelemben vett Minszki-agglomeráció részének tekinthető. A P65-ös fűt Zaszlave (43 km) felé teremt összeköttetést.

## Nevezetességek
- A város főterén áll Feliksz Dzerzsinszkij egész alakos szobra, valamint a járási tanács épülete és az 1850-ben épült Pokrovszkaja-templom.
- A Szent Anna-fatemplom eredetileg 1439-ben épült, de számtalanszor pusztította tűz, mai formáját az 1990-es években nyerte.
- A Gastold-dombon (más néven Kalvinscsina) a 14.-17. századi település templomának romjait tárták fel a régészek.
- Itt született Anasztaszija Vinnyikava, a 2011-es Eurovíziós Dalfesztivál fehérorosz indulója 1991. április 15-én.